# Komora wirowa
Komora wirowa – komora spalania silnika wysokoprężnego z wtryskiem pośrednim.

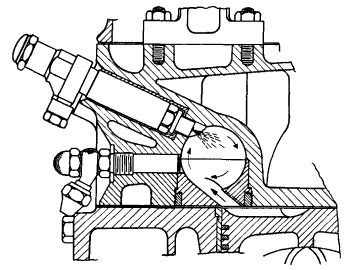

## Geneza
Kluczowym czynnikiem w każdym silniku wysokoprężnym jest dobre rozpylenie paliwa i jego dokładne wymieszanie się z powietrzem. Po opatentowaniu przez firmę BOSCH hydraulicznego systemu wtrysku paliwa problemem było takie rozpylenie dawki paliwa, aby przyśpieszyć jego proces samozapłonu. W komorze wirowej jest kanał stycznie łączący ją z komorą główną. Podczas ruchu tłoka w górę w suwie sprężania powietrze wtłaczane jest do komory stycznie do ścianek, dzięki czemu następuje jego intensywny ruch wirowy. Wtryskiwacz jest umieszczony w komorze w taki sposób, że wtryskiwane paliwo ma kierunek współprądowy z wirującym powietrzem. Dzięki współprądowemu wtryskowi paliwa i wirowemu ruchowi powietrza cała struga paliwa jest omywana krążącym powietrzem – co przyśpiesza i ułatwia wymieszanie strugi paliwa w powietrzu i utworzenie mieszanki paliwowo-powietrznej. Dzięki ruchowi wirowemu skracany jest pierwszy okres spalania – przemian fizyko-chemicznych paliwa do momentu wystąpienia początków zapłonu. Celem komory wirowej jest przyśpieszenie momentu wystąpienia samozapłonu, aby kolejna porcja paliwa z tej samej dawki uległa stopniowemu zapaleniu od zainicjowanego już procesu spalania. W efekcie tego procesu maleje porcja paliwa ulegająca jednoczesnemu samozapłonowi – co wydatnie obniża maksymalne ciśnienia obiegu i pozwala na lżejszą konstrukcję silnika. Ponadto szybszy początek wystąpienia samozapłonu pozwala na mniejszy kąt wyprzedzenia wtrysku – co ułatwia rozruch silnika. Przyśpieszenie kąta wyprzedzenia wtrysku podczas pracy silnika powoduje łatwość w osiąganiu wyższych prędkości obrotowych – co oprócz niskiej masy jednostkowej jest cenną zaletą silnika trakcyjnego. Po spaleniu części paliwa gazy spalinowe przedostają się kanałem do komory głównej gdzie dochodzi do ich dopalenia i wyzyskania ich energii podczas suwu pracy. Duże doświadczenie w zakresie komór wirowych miała firma Ricardo Engineering.

## Konstrukcja
Komora wirowa ma najczęściej kształt kuli. Jej objętość stanowi 50 – 80% objętości całej przestrzeni spalania. Komorę z przestrzenią nad tłokiem łączy szeroki kanał styczny do ścianek komory. Komora jest wykonana zwykle jako samodzielny element, wprasowana w głowicę i od dołu zamknięta stalową wkładką. Wkładka ta odgrywa dodatkową rolę tzw. gorącego miejsca komory spalania, podnoszącego temperaturę we wnętrzu komory spalania i dzięki temu ułatwiającego samozapłon. Komory wirowe stosowane w silnikach wysokoprężnych mogą mieć różny kształt w zależności od producenta silnika. Przykładem silnika z komorą wirową jest polski silnik 4C90.

## Specyfika pracy
W przeciwieństwie do komory wstępnej kanał łączący komorę wirową z komorą główną ma nie dławić przepływu gazów – dobre wymieszanie wtryśniętego paliwa z gorącym powietrzem ma nastąpić na skutek ruchu wirowego powietrza w komorze, a nie poprzez proces samorozpylenia paliwa. Podawana przez wtryskiwacz dawka paliwa ma podczas ruchu wirowego możliwie najszybciej ulec samozapłonowi. Po jego zapoczątkowaniu kolejne porcje jednorazowej dawki paliwa przez ciągłość płomienia ulegają zapłonowi.

## Zalety
- Prosta konstrukcja wtryskiwaczy (wtryskiwacze czopikowe), niskie ciśnienia wtrysku (prosta konstrukcja aparatury wtryskowej, dobre rozpylenie paliwa – zaleta historycznie najistotniejsza)
- Dość niskie ciśnienia maksymalne obiegu (możliwość lekkiej konstrukcji silnika i jego mniejszej masy)
- Łatwość uzyskiwania wysokich prędkości obrotowych
- Dość miękka praca silnika
- Możliwość pracy na paliwach o mniejszych liczbach cetanowych

## Wady
- Utrudniony rozruch zimnego silnika z komorą wirową – co eliminuje się poprzez zastosowanie świecy żarowej.
- Straty ciepła w komorze wirowej, co generuje większe jednostkowe zużycie paliwa
- Niższe niż w silnikach z wtryskiem bezpośrednim Pe

## Zmierzch
Rozwój technik wysokociśnieniowego wtrysku paliwa sprawił, że silniki z komorami dzielonymi (komora wirowa i komora wstępna) z powodu swoich wad wychodzą z produkcji.

## Porównanie do komory wstępnej
- Dużo mniejsze straty pompowania
- Wyższe Pe
- Bardziej twarda praca,
- Wyższe maksymalne ciśnienie obiegu
- Mniejsze jednostkowe zużycie paliwa